# Бігунець смугастоволий
Бігунець смугастоволий (Rhinoptilus africanus) — вид сивкоподібних птахів родини дерихвостових (Glareolidae).

## Поширення
Вид досить поширений в Східній та Південній Африці. Мешкає у саванах, на луках, полях. Уникає тропічних лісів та спекотних пустель.

## Спосіб життя
Живе у відкритих місцевостях з невисокою рослинністю. Наземний птах. Живиться комахами, рідше насінням. Сезон розмноження залежить від країни: Ефіопія — квітень–червень; Сомалі — лютий–липень (переважно травень–червень); Танзанія — листопад; Південна Африка — круглорічно з піком у жовтні-листопаді. Утворюють моногамні пари. Самиця відкладає одне яйце. Інкубація триває 25 днів. Батьки годують пташенят дрібними комахами впродовж 5-6 тижнів.